# Dörte Liebetruth

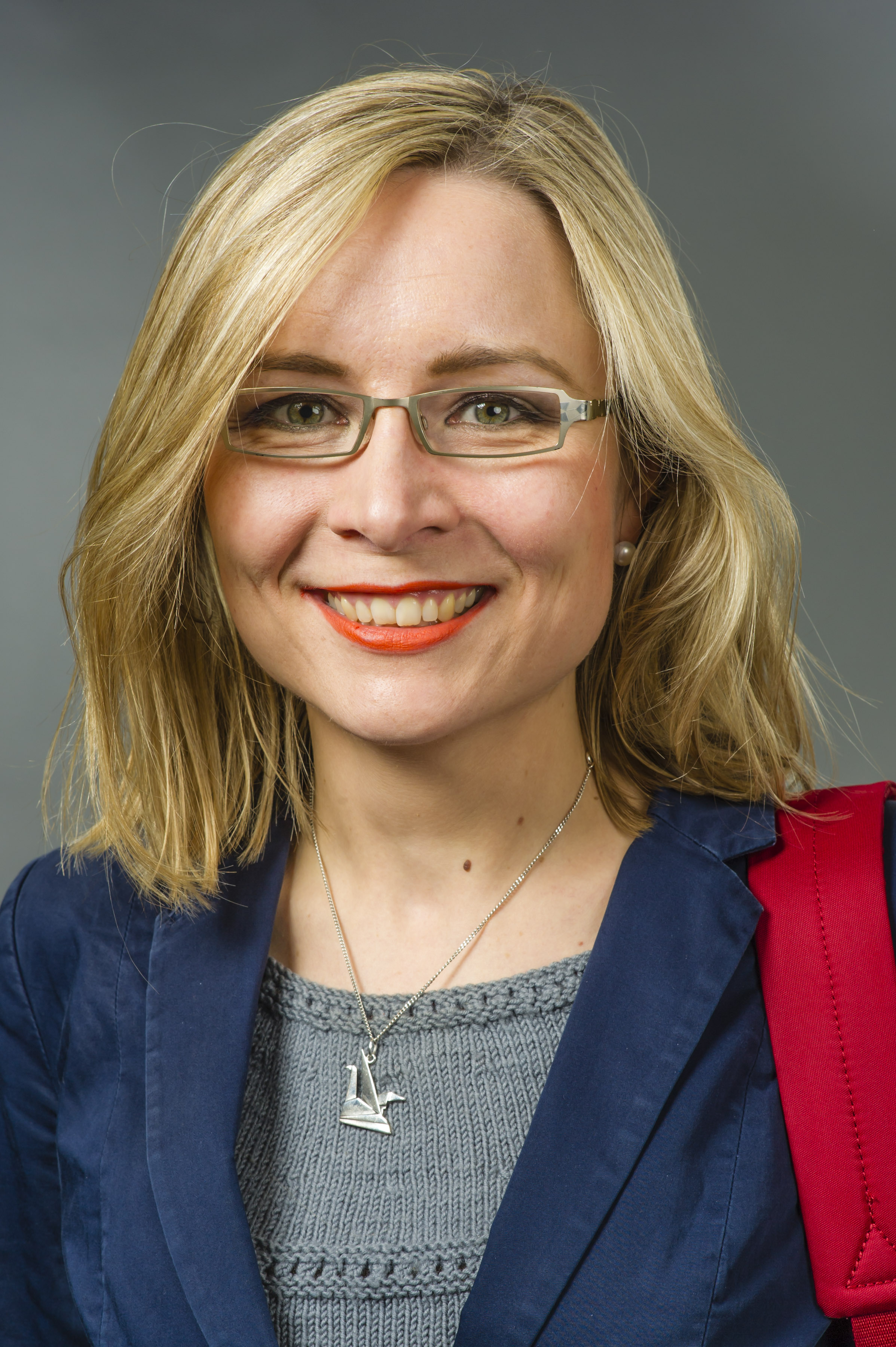
Dörte Liebetruth, 2018

Dörte Liebetruth (* 23. November 1979 in Bremen) ist eine deutsche Politikerin (SPD). Sie ist seit November 2017 Mitglied des Niedersächsischen Landtages und seit Juni 2023 Generalsekretärin der SPD Niedersachsen.

## Leben
Liebetruth wuchs in Kirchlinteln auf. Nach dem Abitur 1999 am Gymnasium am Wall in Verden (Aller) studierte sie Medienmanagement, Angewandte Kommunikationsforschung und Rechtswissenschaft an der Hochschule für Musik, Theater und Medien und der Universität Hannover. 2004 schloss sie das Studium als Diplom-Medienwissenschaftlerin ab. Von 2005 bis 2009 war sie als wissenschaftliche Mitarbeiterin in Teilzeit in den Büros der Bundestagsabgeordneten Lars Klingbeil und Joachim Stünker tätig. Danach bereitete sie sich auf ihre Doktorarbeit vor und wurde 2011 als Stipendiatin der Friedrich-Ebert-Stiftung mit dem Dissertationsthema Europa vor Ort verankern zum Dr. phil. promoviert. Im Anschluss arbeitete sie als wissenschaftliche Mitarbeiterin im Büro des Europaabgeordneten Bernd Lange.
Im Februar 2013 wechselte Liebetruth ins Niedersächsische Ministerium für Soziales, Gesundheit und Gleichstellung und wurde dort Persönliche Referentin von Ministerin Cornelia Rundt. Von Mai 2015 bis Dezember 2016 war sie Referentin für Arbeit, Integration, Soziales und Gesundheit an der Vertretung des Landes Niedersachsen beim Bund und von Januar bis Oktober 2017 Leiterin der Geschäftsstelle zum „Aktionsplan Inklusion für ein barrierefreies Niedersachsen“ sowie Referentin im Referat „Inklusion von Menschen mit Behinderungen“ im Niedersächsischen Sozialministerium.
Liebetruth ist seit 2016 Mitglied des Kreistages im Landkreis Verden und dort Vorsitzende des Ausschusses für Soziales und Gesundheit. Bei der Landtagswahl 2017 wurde sie als Direktkandidatin im Wahlkreis 61 (Verden) für die SPD in den Niedersächsischen Landtag gewählt. Bei der Landtagswahl in Niedersachsen 2022 konnte sie das Direktmandat verteidigen. Im Juni 2023 wurde sie zur Generalsekretärin des niedersächsischen SPD-Landesverbandes gewählt.
Liebetruth ist Mitglied der Arbeiterwohlfahrt, der Geschichtswerkstatt Achim, des Bundes für Umwelt und Naturschutz, der Europa-Union und der Vereinten Dienstleistungsgewerkschaft. Sie wohnt in Kirchlinteln.